# Naberežnije Čelni
Naberežnije Čelni (rusko Набережные Челны, tatarsko Яр Чаллы, IPA: [ˈjar ɕɑlːɤ̆]) so drugo največje mesto v republiki Tatarstan v Rusiji. So velik industrijski center in ležijo 225 km vzhodno od Kazana ob reki Kami in Nižnekamskem rezervoarju. Leta 2021 je imelo mesto 548.434 prebivalcev.
Med letoma 1982 in 1986 je bilo mesto znano kot Brežnjev po Leonidu Brežnjevu, v času čigar vladavine je bilo mesto zgrajeno z ničle točke.
Mesto je eno od populacijskih središč Udmurtskih Judov, ki govorijo udmurtski jidiš.

## Zgodovina
Območje mesta je bilo prvič naseljeno v času bronaste dobe sredi 3. tisočletja pred našim štetjem. V sodobnem času so se na tem mestu prvič naselili ruski kmetje iz bližnjega mesta Jelabuga leta 1626.
Ob koncu 19. stoletja je vas postala pomemben center za trgovanje z žitom. Leta 1914 je ruska vlada začela gradnjo dvigala za žito, ki je postalo tretje največje v Rusiji.
Naberežnije Čelni so status mesta prejele 10. avgusta 1930. Mesto je od začetka 70. let 20. stoletja bliskovito raslo zaradi gradnje gigantske tovarne Kamskega avtomobilnega zavoda (KAMAZ) in stanovanj za delavce. Vsako leto se je priselilo v mesto nekaj deset tisoč ljudi iz celotne Sovjetske zveze in mesto s 35.000 prebivalci je v 20 letih bliskovite rasti doseglo pol milijona prebivalcev.

## Ekonomija
V mestu poteka proizvodnja tovornjakov Kamaz in ZMA in mesto je eno največjih načrtovanih mest za proizvodnjo vozil. Kamazova tovarna je z več kot petimi kvadratnimi kilometri namenjeni proizvodnji največja tovarna vozil na svetu.